# Dysdera apenninica
Dysdera apenninica là một loài nhện trong họ Dysderidae.
Loài này thuộc chi Dysdera. Dysdera apenninica được miêu tả năm 1964 bởi Alicata.